# Temporada 1932-1933 de l'EC Granollers
Només tres temporades va necessitar el Granollers Sport Club a la Segona Categoria del Campionat de Catalunya per ficar-se entre els grans i pujar a la Primera Categoria. Quart classificat a la fase prèvia i primer a la fase final, aconseguí guanyar el decisiu partit de desempat contra l'Iluro de Mataró, una victòria que l'acreditava per primer cop com a campió de Catalunya de Segona Categoria. Posteriorment, en el Torneig de Promoció, aconseguiria una de les tres places d'ascens.

## Fets destacats
1933
- 12 de març: al camp del Terrassa, l'equip es proclama campió de Segona Categoria Preferent en vèncer a la pròrroga l'Iluro per 3 a 2.[1][2]
- 30 d'abril: en acabar la primera volta del Torneig de Promoció, després de finalitzat el partit Granollers-Reus, es feu acte d'entrega de les medalles d'or amb què la Federació Catalana premiava els campions de Segona Categoria.[3]
- 17 de maig: mor el segon porter que va tenir el club, Esteve Bassas, conegut esportivament com a 'Blai', després d'una llarga malaltia.[4]

## Plantilla
| Jugador    | PJ | GM | GE |
| ---------- | -- | -- | -- |
| Mateu      | 31 |    | 37 |
| Lladó      | 31 | 2  |    |
| Sala       | 30 | 1  |    |
| Argemí     | 29 | 1  |    |
| Rifé       | 29 |    |    |
| Lluch      | 29 | 6  |    |
| Colomer    | 24 |    |    |
| Carmona    | 24 | 9  |    |
| Guix       | 24 | 9  |    |
| Sans       | 21 | 18 |    |
| Garí       | 20 | 10 |    |
| Vila       | 20 | 6  |    |
| Torres     | 12 | 5  |    |
| Pérez      | 4  |    |    |
| Antich     | 4  |    |    |
| Miralles   | 3  |    |    |
| Vallribera | 3  | 1  |    |
| Toll       | 2  |    |    |
| Pous       | 1  |    |    |
|            |    | 68 | 37 |

| Mateu Lladó Colomer Argemí Sala Rifé Lluch Garí Sans Carmona Guix |
| Temporada 1932-1933: onze tipus                                   |

## Calendari
| 1a volta | 1a volta   | 2a volta   | 2a volta |
| 3-1      | Granollers | Iluro      | 2-3      |
| 1-3      | Sant Cugat | Granollers | 1-2      |
| 7-2      | Granollers | Athletic   | 1-2      |
| 4-0      | Girona     | Granollers | 1-3      |
| 3-2      | Terrassa   | Granollers | 1-3      |
| 2-0      | Manresa    | Granollers | 3-2      |
| 2-2      | Granollers | Ripollet   | 5-1      |

| Posició | J  | G | E | P | GF | GC | DG | Punts |
| ------- | -- | - | - | - | -- | -- | -- | ----- |
| 4t      | 14 | 7 | 1 | 6 | 35 | 27 | 8  | 15    |

| 1a volta | 1a volta   | 2a volta   | 2a volta |
| 5-1      | Granollers | Gimnàstic  | 3-0      |
| 0-2      | Horta      | Granollers | (n/p)    |
| 2-0      | Granollers | Santboià   | 1-0      |
| 3-2      | Reus       | Granollers | 1-2      |

| Posició | J | G | E | P | GF | GC | DG | Punts |
| ------- | - | - | - | - | -- | -- | -- | ----- |
| 1r      | 8 | 7 | 0 | 1 | 17 | 5  | 12 | 14    |

| Final      | Camp del Terrassa | Camp del Terrassa |
| Granollers | 3-2               | Iluro             |

| 1a volta | 1a volta   | 2a volta   | 2a volta |
| 0-2      | Martinenc  | Granollers | 1-2      |
| 1-1      | Granollers | Girona     | 2-4      |
| 2-4      | Iluro      | Granollers | 1-2      |
| 3-0      | Granollers | Sants      | 0-1      |
| 5-1      | Badalona   | Granollers | 0-5      |
| 0-0      | Manresa    | Granollers | 0-1      |
| 3-0      | Granollers | Reus       | 1-5      |

| Posició | J  | G | E | P | GF | GC | DG | Punts |
| ------- | -- | - | - | - | -- | -- | -- | ----- |
| 2n      | 14 | 8 | 2 | 4 | 27 | 20 | 7  | 18    |

Nota
- (n/p) — Per incompareixença de l'Horta, els punts foren assignats al Granollers.[5]